# Rocafuerte (Esmeraldas)
Rocafuerte ist eine Ortschaft und eine Parroquia rural („ländliches Kirchspiel“) im Kanton Rioverde der ecuadorianischen Provinz Esmeraldas. Die Parroquia besitzt eine Fläche von 123,7 km². Die Einwohnerzahl lag im Jahr 2010 bei 5488.

## Lage
Die Parroquia Rocafuerte liegt im Küstentiefland im Nordwesten von Ecuador. Das Verwaltungsgebiet besitzt eine Längsausdehnung in Nord-Süd-Richtung von 23 km. Es weist einen 5,5 km langen Küstenstreifen am Pazifischen Ozean auf. Die Parroquia erstreckt sich über das mittlere und untere Einzugsgebiet des Río Mate, ein Zufluss des Pazifischen Ozeans. Der Hauptort Rocafuerte befindet sich an der Meeresküste 4,5 km ostsüdöstlich vom Kantonshauptort Rioverde an der Fernstraße E15 (Esmeraldas–San Lorenzo).
Die Parroquia Rocafuerte grenzt im Osten an die Parroquia Montalvo, im Südwesten an die Parroquia Chontaduro sowie im Nordwesten an die Parroquia Rioverde.

## Geschichte
Die Gründung der Parroquia Rocafuerte im Kanton Esmeraldas wurde am 27. August 1955 im Registro Oficial N° 906 bekannt gemacht und damit wirksam. 1996 wurde die Parroquia dem neu geschaffenen Kanton Rioverde zugeschlagen.